# Liberty of the Seas
Liberty of the Seas (Вольница морей) — второй круизный лайнер класса «Freedom», находящийся в собственности компании Royal Caribbean Cruises Ltd. и эксплуатируемый оператором Royal Caribbean International был построен в 2007 г. в Финляндии  в Турку на верфях Aker Yards (с осени 2008 г.: STX Europe Cruise). 
Наряду с однотипными судами-близнецами «Freedom of the Seas» и «Independence of the Seas» являлся на момент выпуска самым большим по водоизмещению пассажирским судном в мире, уступая Queen Mary 2 по длине, имея однако превосходство по ширине и высоте.

## История судна
Первоначально планировалось выпустить судно под именем «Endeavour of the Seas» (рус. стремление, усилие), но позднее это имя изменили на синоним слова Freedom – Liberty, что можно перевести как вольница, чтобы избежать повторения. 
19 апреля 2007 г. судно было принято материнской компанией Royal Caribbean Cruises Ltd.   
22 апреля 2007 г. оно посетило свой первый порт захода Саутгемптон в рекламных целях   и прибыло в круизный порт Нью-Йорка Cape Liberty Cruise Port  3 мая 2007 г. и с этого времени круглосуточно задействован в Карибском бассейне. Церемония крещения состоялась 18 мая 2007 г. Крёстной матерью судна стала (Donnalea Madeley). 
В январе 2011 г. прошло реконструкцию и на судне были установлены зарекомендовавшие себя на судах класса "Оазис" новшества.  

## Развлечения на борту
Пассажиры могут перемещаться по 15 из 18 палуб, число пассажирских кают было доведено до 1817, из них:
- - 242 внешних кают без балкона (ca. 15 м²)
  - 842 кают с балконом (ca. 19 м²)
  - 733 внутренних кают (из них 172 с видом на променад)
- Особенности:
  - торговый променад высотой в четыре палубы, 9 м шириной и 135 м длиной
  - театр на 1350 мест
  - ледовая дорожка на 800 мест для зрителей
  - стена для скалолазания (ок. 169 м²)
  - Flow Rider („стоячая волна“ для сёрфинга)
  - 2200 м² купальный развлекательный ландшафт
  - боксёрский ринг
  - баскетбольная площадка оригинального размера
  - мини-гольф на 9 лунок